# Grotte Gutmanis

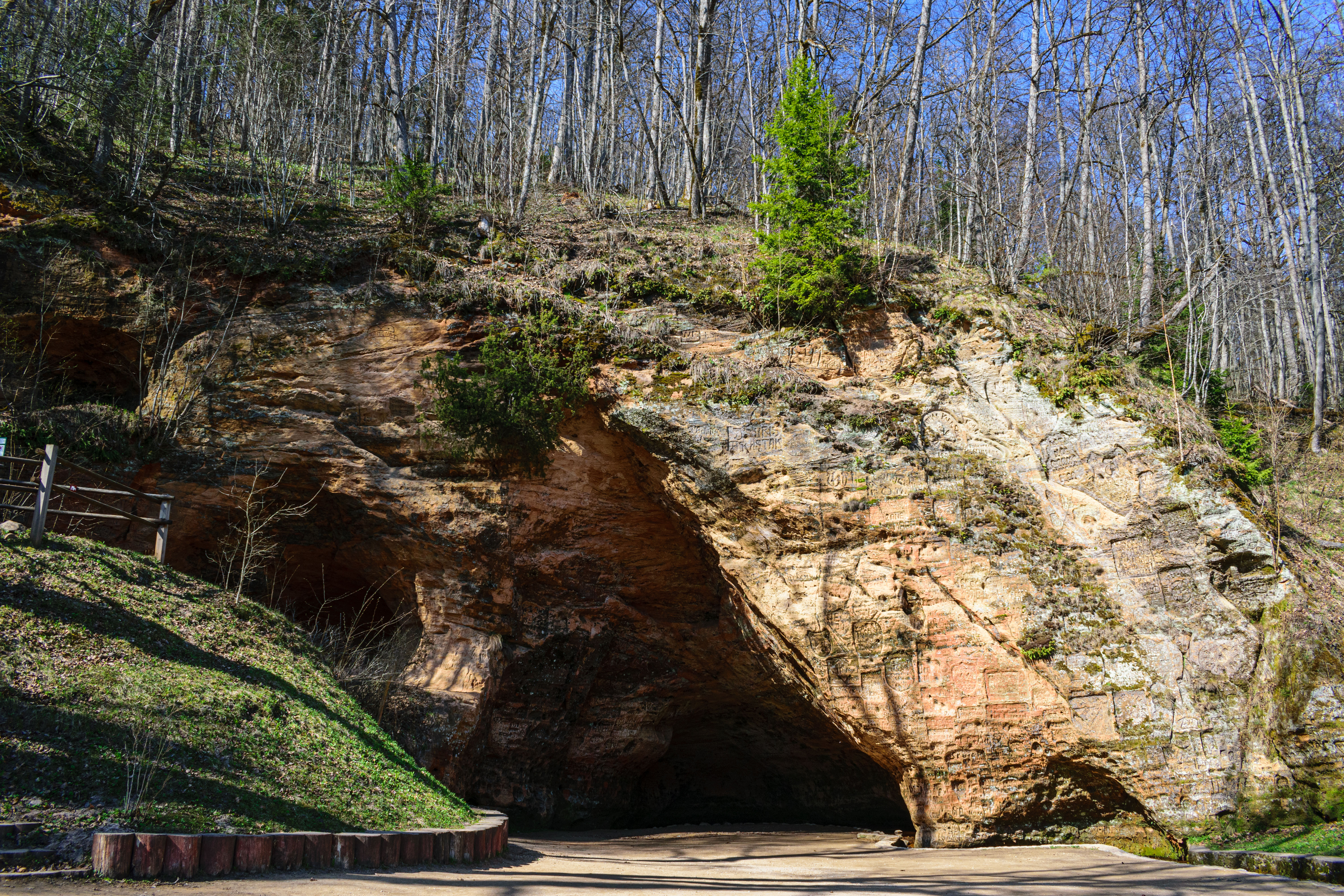
Entrée de la grotte Gutmanis.

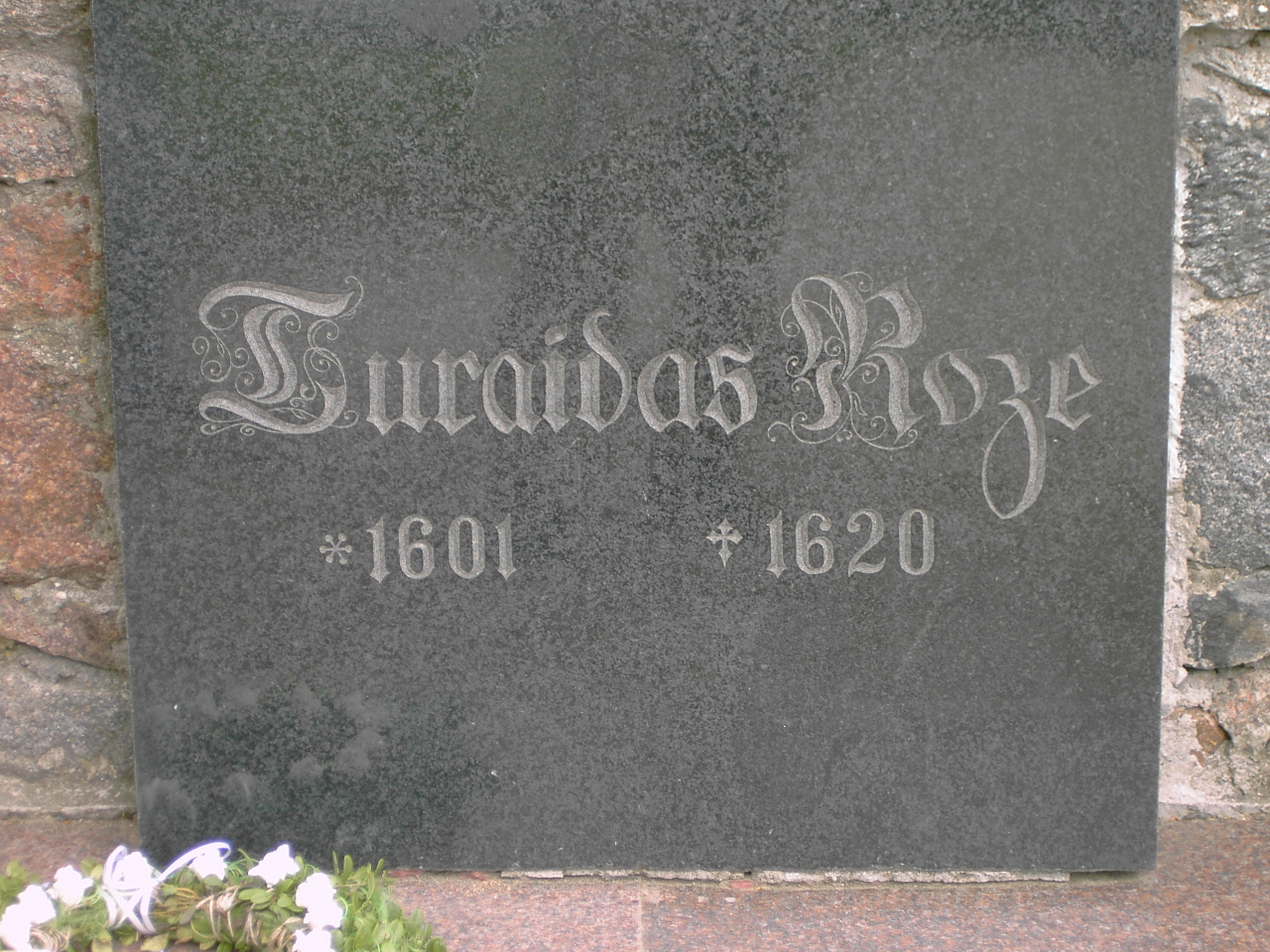
Stèle en mémoire de la Rose de Turaida.

La grotte Gutmanis (en letton : Gūtmaņa ala), ou grotte de Gutmann ou improprement grotte de Gutmanis, est une grotte située sur le territoire de la municipalité de Sigulda en Lettonie, près du château de Turaida. La grotte s'ouvre dans le périmètre protégé du parc national de la Gauja.

## Description
La grotte de Gutmanis est une des plus grandes des Pays baltes. Elle s'élève à 34 mètres au-dessus de la rivière Gauja. La grotte mesure 10 mètres de haut sur une largeur de 12 mètres avec une profondeur de 19 mètres. Elle fut creusée par une source d'eau qui s'écoule à l'intérieur. La grotte se caractérise par un aspect jaune-rougeâtre, couleur du grès du massif montagneux qui s'élève à 85 mètres d'altitude. Elle domine une autre grotte, située en contrebas et dénommée grotte de Viktor.
L'entrée de la grotte est recouverte d'inscriptions rupestres et d'armoiries dont certaines remontent au XVIIe siècle.

## Légendes
La grotte est célèbre pour sa source intérieure dont l'eau est réputée curative, selon la tradition lettonne, à soigner, à prévenir le vieillissement et les rides de la peau, à protéger les amoureux et à préserver la fidélité des couples. Ces attributs lui viennent d'une légende du XVIIe siècle selon laquelle la Rose de Turaida fut une histoire d'amour tragique au cours de laquelle une jeune et belle demoiselle, prénommée Maija, préféra se faire tuer par ses agresseurs qui lui avaient posé un traquenard, que de subir l'outrage et la violence de cette agression. Son fiancé, Viktor, retrouvera le corps de sa bien-aimée étendue devant l'entrée de la grotte de Gutmanis.